# 4864 (1988 RA5)
4864 (1988 RA5) је астероид главног астероидног појаса чија средња удаљеност од Сунца износи 2,469 астрономских јединица (АЈ).
Апсолутна магнитуда астероида је 13,2.